# Achilles

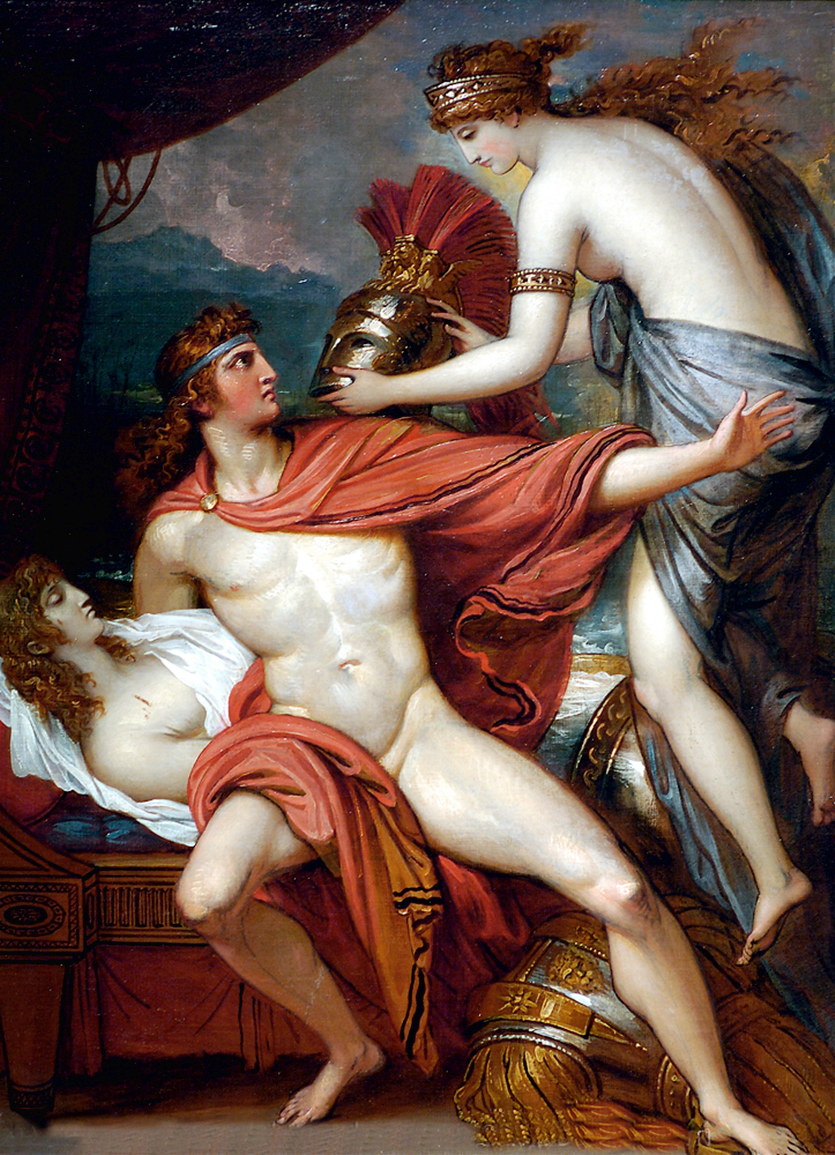
Hoạ phẩm về Achilles (A-sin) và Thetis

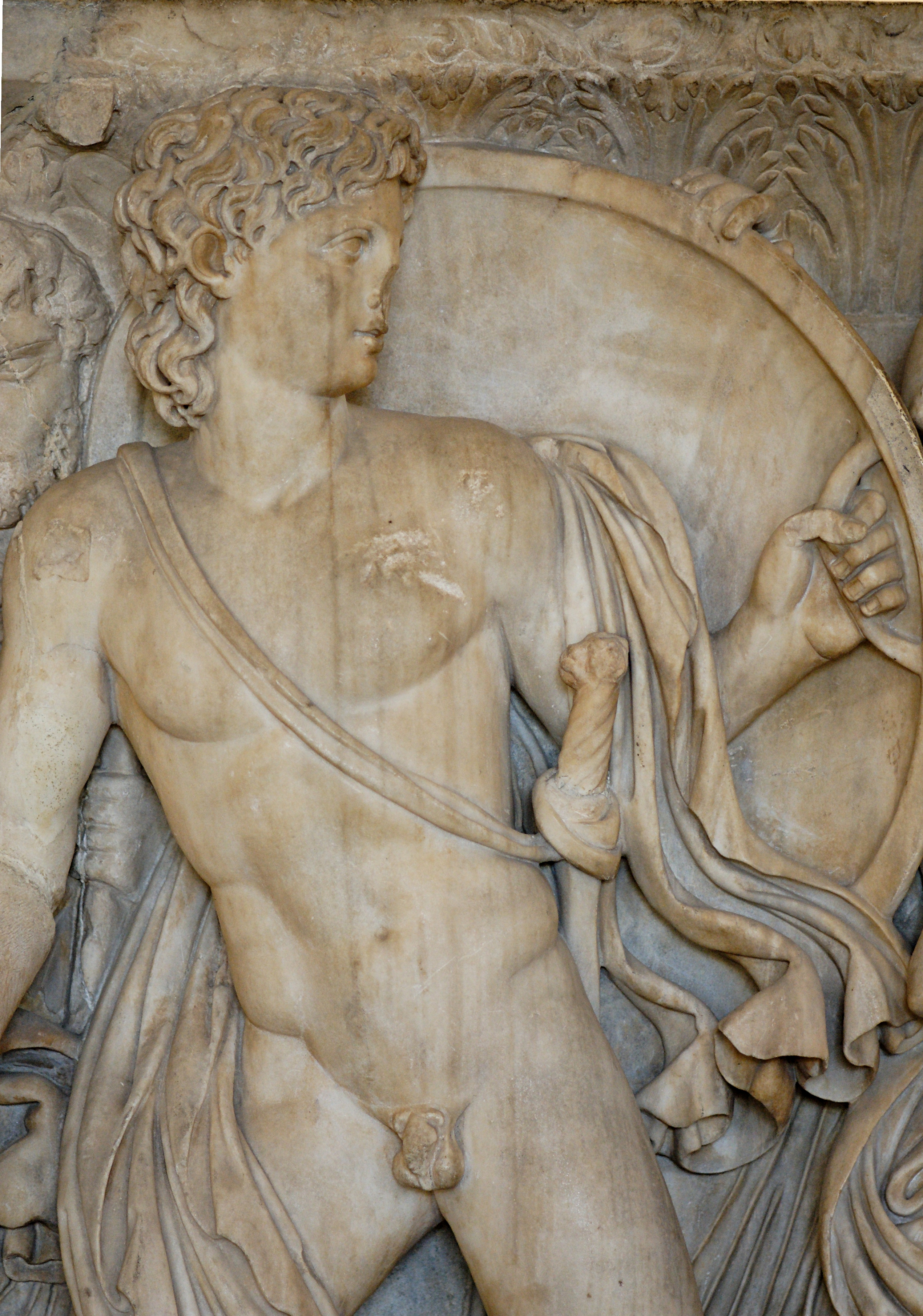
Achilles, bảo tàng Louvre

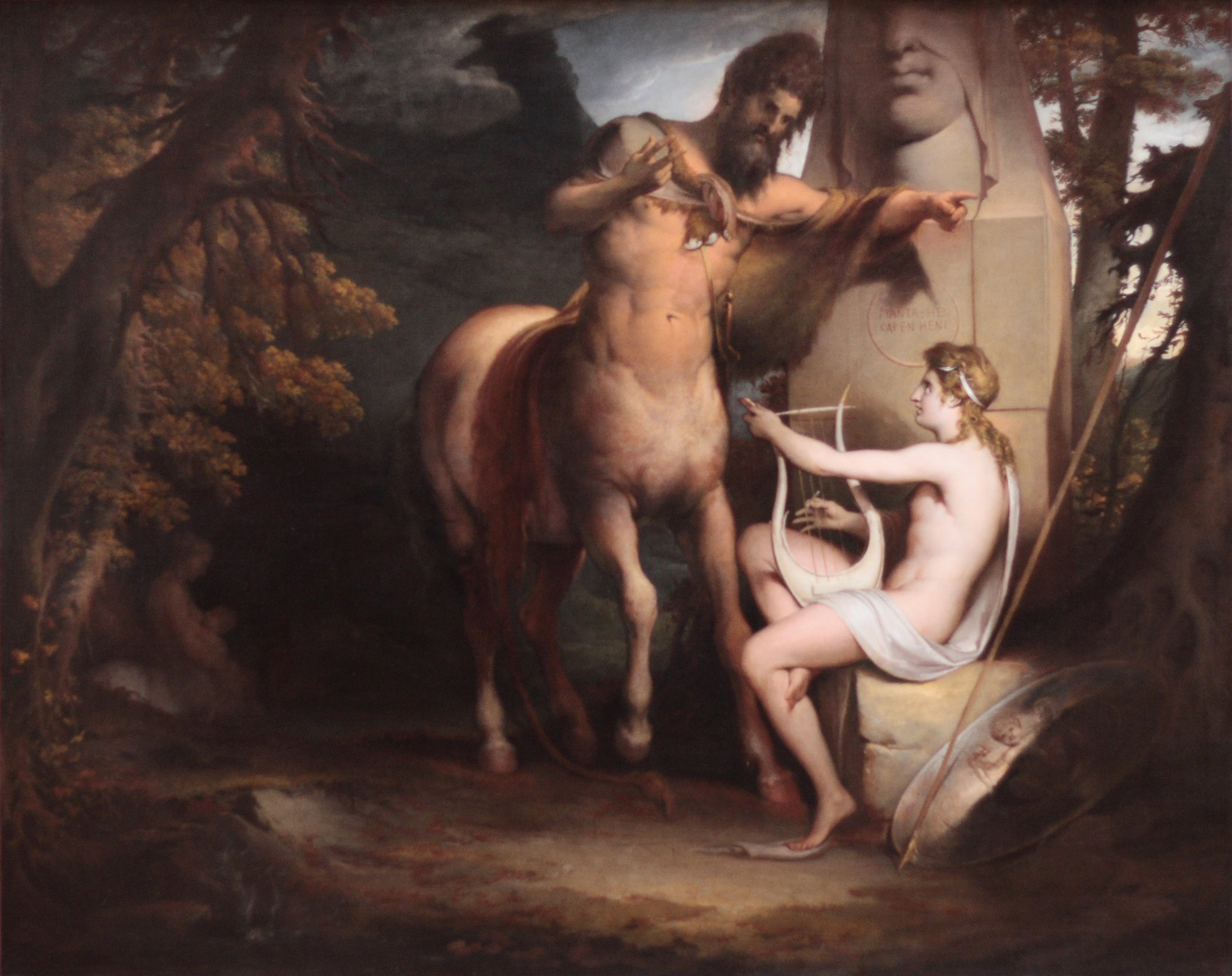
Nhân mã Chiron đang chỉ dạy cho Achilles

Trong thần thoại Hy Lạp,  Achilles hay A-sin (tiếng Hy Lạp: Ἀχιλλεύς) là nhân vật trung tâm và là chiến binh vĩ đại nhất của quân Hy Lạp trong cuộc chiến thành Troia, nhắc đến nhiều nhất trong sử thi Iliad.
Những tích truyện về sau (bắt đầu với một bài thơ của Satius khoảng thế kỷ thứ nhất sau công nguyên) mô tả Achilles có một cơ thể không thể bị thương ngoại trừ gót chân của anh. Achilles đã chết vì bị thương ở gót chân, từ đó có câu thành ngữ "gót chân Achilles" thường dùng để nói về điểm yếu của mỗi người.
Achilles sinh ra bởi Thetis, nữ thần biển, với vua Hy Lạp Peleus, có mẹ thì bất tử nhưng bố là người trần, vì thế Achilles cũng sẽ như bố, không sống mãi mãi được. Khi Achilles được sinh ra đã được tiên tri là chàng sẽ chết trong chiến trận. Để giúp sự trường tồn của con, Thetis đã dốc ngược người cậu bé, hai tay giữ 2 gót chân, rồi nhúng cả người cậu vào nước sông Styx, nhưng nàng lại quên nhúng 2 gót chân vào nước. Vậy là cả người Achilles là bất tử, duy chỉ có 2 gót chân là yếu vì không được nhúng nước. Peleus thấy cảnh đó tưởng vợ mình giết con bèn giật lại Achilles từ tay vợ. Trong lúc giằng co, xương ống chân của chàng bị gãy. Thetis tức giận bỏ về thủy cung và không gặp lại chồng nữa. Peleus đưa con trai cho nhân mã Chiron nhờ ông nuôi dưỡng. Cheiron thay xương ống chân người khổng lồ cho chàng để chàng trở thành người chạy nhanh nhất thế giới, thay gan sư tử, tim gấu cho chàng dũng cảm và không biết sợ gì.
Cuộc chiến thành Troia nổ ra. Có lời tiên tri quân Hy Lạp sẽ không chiếm được thành Troia nếu không có Achilles. Do đó Agamemnon, sai Odysseus tìm Achilles. Nữ thần Thetis biết cuộc chiến nổ ra nên giấu con trai lên một quốc đảo và bắt chàng giả làm thị nữ. Odysseus nghĩ ra cách để tìm ra chàng. Odysseus đem binh khí, mỹ phẩm, nước hoa đến đây bán. Các thị nữ đều vây quanh mua son phấn nhưng có một người cứ săm soi các thứ vũ khí. Odysseus biết ngay là Achilles bèn mời chàng tham gia cuộc chiến. Achilles vui vẻ nhận lời. Thetis biết không cản được con nên đưa cho con cây giáo thần của các thần tặng bà trong lễ cưới. Achilles tham gia cuộc chiến. Chàng là chiến binh vĩ đại nhất của Hy Lạp trong trận chiến. Nhưng do mâu thuẫn với Agamemnon quanh việc giành một nữ tù binh mà Achilles rời bỏ cuộc chiến. Thetis bèn cầu xin thần Zeus trừng phạt Hy Lạp vì đã làm nhục con trai bà. Zeus nhận lời và khiến quân đội Hy Lạp gặp phải 1 trận đại dịch. Khi quân Troia sắp đánh đuổi được quân Hy Lạp về nước thì tri kỉ của chàng là Patroclus bị Hector giết chết. Achilles tức giận quay lại trận chiến trả thù cho bạn, người chàng yêu thương nhất, chàng được mẹ ban cho chiếc khiên thần của thần Lửa và nhờ sự giúp sức của thần Athena chàng đâm chết Hector trước mặt cha của Hector, vua Priam, rồi kéo lê xác Hector quanh thành Troia bằng xe ngựa. Vua Priam cầu xin Achilles cho ông xin lại xác con trai. Achilles cảm động đồng ý.
Sau đó Achilles tiếp tục lập nhiều chiến công cho quân Hy Lạp như giết 7 người con của vua Priam, giết nữ hoàng Amazon Penthesilea. Nhưng cuối cùng do chàng có thái độ nhục mạ thần Apollo nên bị thần hướng mũi tên độc của Paris vào gót chân, nơi duy nhất trên cơ thể chàng có thể bị tổn thương. Achilles gục xuống chết. Từ đó thành ngữ "gót chân Achilles" ra đời. Quân Hy Lạp làm lễ tang cho chàng một cách trọng thể sau khi chiếm được thành Troy.